# Julián Retegi
Julián Retegui Barberia (Erasun, Navarra, 10 de octubre de 1954), conocido deportivamente como Retegui II, es un exjugador español de pelota vasca en la modalidad de mano, el más laureado de todos los tiempos, considerado el mejor de la historia (junto a Atano III).

## Biografía
Es sobrino del también manista Juan Ignacio Retegi (seis veces ganador del campeonato manomanista, hoy es llamado Retegi I). Su hijo Julen Retegi también es pelotari profesional, bajo el nombre de Retegi Bi. Desde pequeño Julián se aficionó a jugar en el frontón de su pueblo, si bien en su juventud trabajó en una cantera y en explotaciones madereras. Posteriormente, siguiendo los consejos de su tío, pasó al campo profesional tras un brevísimo paso por aficionados, y así en 1974 empezó su carrera como pelotari en el frontón Cinema de Zarauz (Guipúzcoa), donde en compañía de Juaristi fue derrotado por Arozena y Etxeandia por un solo tanto.
Durante esta andadura han sido frecuentes las lesiones, la primera de ellas el 5 de julio de 1978 jugando contra Maiz II, viéndose obligado a someterse a diferentes operaciones, pero logró cosechar numerosos éxitos, siendo el número uno de la disciplina durante más de una década.
Entre sus logros destaca que es el pelotari que más veces ha ganado el manomanista, con un total de once (desde 1980 hasta 1988, y además en 1990 y 1993). Asimismo ganó el Manomanista de Segunda Categoría en su primera y única participación en 1975. Además ha conseguido cinco campeonatos de España de parejas (en 1988, 1990, 1991, 1995 y 1997), un campeonato del País Vasco de parejas (en 1997) y venció en cuatro ocasiones en el Cuatro y Medio (1989, 1990, 1991 y 1997). En esta última edición logró su última txapela como profesional a la edad de 43 años, tras un histórico partido, en el que logró remontar un 17-21 contra Titín III.
Fue el primer pelotari en lograr las tres txapelas de las máximas competiciones de la mano profresional, manomanista, mano parejas y del cuatro y medio, siendo al tiempo el que más txapelas atesora en el Manomanista y en el de Parejas (igualado en parejas con Maiz II y Martínez de Irujo) y superado en "la jaula" (4 ½) solo por Olaizola II. Posteriormente han conseguido este mismo logro Fernando Arretxe, Juan Martínez de Irujo, Aimar Olaizola, Oinatz Bengoetxea, Abel Barriola, Mikel Urrutikoetxea, y Jokin Altuna. Incluso en 1990 obtuvo la victoria en las tres modalidades, hazaña sólo igualada por Juan Martínez de Irujo en 2006 y 2014.
En los últimos años trabajaba para la empresa de pelota Asegarce, de la que es socio el productor televisivo Karlos Arguiñano. Jugó su último partido como profesional a la edad de 47 años, tras 27 como profesional, el 20 de septiembre de en 2001 en el Frontón Adarraga de Logroño, formado pareja con Abel Barriola y enfretándose contra Aimar Olaizola (delantero rival al que sacaba 25 años de edad) y Carlos Armendariz.

## Familia de pelotaris
Julián Retegi pertenece a una dinastía de pelotaris manomanistas de Erasun (Navarra). La dinastía fue iniciada por su tío, Juan Ignacio Retegi (Retegui I), seis veces campeón del manomanista y primer navarro en adjudicarse este torneo en 1969. Otros miembros de la familia Retegi también han sido pelotaris profesionales, como José Mari (Retegi IV), campeón del manomanista de segunda en 1982. El último en llegar a la élite profesional ha sido su hijo, Julen Retegi, que debería haberse llamado profesionalmente Retegi VII o Retegi VIII (existen discrepancias sobre cuál de estos números le hubiera correspondido) al haber habido anteriormente tantos pelotaris profesionales que llevaban su mismo apellido, pero el joven pelotari decidió romper con esta tradición y bautizarse como Retegi Bi (bi significa dos en euskera).

## Finales manomanistas
| Año  | Campeón     | Subcampeón      | Tanteo | Frontón |
| ---- | ----------- | --------------- | ------ | ------- |
| 1980 | Retegi II   | Maiz II         | 22-14  | Anoeta  |
| 1981 | Retegi II   | García Ariño IV | 22-11  | Anoeta  |
| 1982 | Retegi II   | García Ariño IV | 22-09  | Anoeta  |
| 1983 | Retegi II   | Galarza III     | 22-16  | Anoeta  |
| 1984 | Retegi II   | Galarza III     | 22-21  | Anoeta  |
| 1985 | Retegi II   | Galarza III     | 22-13  | Anoeta  |
| 1986 | Retegi II   | Tolosa          | 22-12  | Anoeta  |
| 1987 | Retegi II   | Tolosa          | 22-16  | Anoeta  |
| 1988 | Retegi II   | Galarza III     | 22-09  | Anoeta  |
| 1989 | Tolosa      | Retegi II       | 22-19  | Anoeta  |
| 1990 | Retegi II   | Tolosa          | 22-08  | Anoeta  |
| 1991 | Galarza III | Retegi II       | 22-15  | Anoeta  |
| 1992 | Galarza III | Retegi II       | 22-12  | Anoeta  |
| 1993 | Retegi II   | Galarza III     | 22-19  | Anoeta  |

## Finales de mano parejas
| Año     | Campeón                | Subcampeón                   | Tanteo | Frontón   |
| ------- | ---------------------- | ---------------------------- | ------ | --------- |
| 1987-88 | Retegi II - Errandonea | Ladutxe - Martinikorena      | 22-16  | Anoeta    |
| 1988-89 | Ladutxe - Tolosa       | Retegi II - Arretxe          | 22-18  | Anoeta    |
| 1989-90 | Retegi II - Errandonea | Vergara II - Etxenagusia (1) | 22-03  | Anoeta    |
| 1990-91 | Retegi II - Arretxe    | Salaberria - Galarza III     | 22-19  | Anoeta    |
| 1993-94 | Titin III - Arretxe    | Retegi II - Beloki           | 22-14  | Ogueta    |
| 1994-95 | Retegi II - Errandonea | Unanue - Zezeaga             | 22-17  | Atano III |
| 1996-97 | Retegi II - Lasa III   | Eugi - Zezeaga               | 22-14  | Atano III |

(1) Etxenagusia sustituyó en la final a Maiz II por gripe de este último.

## Finales del Cuatro y Medio
| Año  | Campeón   | Subcampeón  | Tanteo | Frontón |
| ---- | --------- | ----------- | ------ | ------- |
| 1989 | Retegi II | Galarza III | 22-06  | Anoeta  |
| 1990 | Retegi II | Galarza III | 22-15  | Anoeta  |
| 1991 | Retegi II | Eugi        | 22-07  | Ogueta  |
| 1997 | Retegi II | Titín III   | 22-21  | Ogueta  |

## Final del manomanista de 2.ª Categoría
| Año  | Campeón   | Subcampeón      | Tanteo | Frontón |
| ---- | --------- | --------------- | ------ | ------- |
| 1975 | Retegi II | García Ariño IV | 22-10  | Anoeta  |

## Galardones
- Medalla de Oro al Mérito Deportivo de Navarra[2]